# Raioi
Raioi is een bestuurslaag in het regentschap Bima van de provincie West-Nusa Tenggara, Indonesië. Raioi telt 3214 inwoners (volkstelling 2010).